# Нови Сентиван
Нови Сентиван или Сентиван (мађ. Újszentiván) је село у близини Сегедина, жупанија Чонград-Чанад у републици Мађарској. По последњем попису из 2001. године село има 1.578 становника. Село је и данас насељено мањим бројем Срба (2,9% сеоског становништва), а у средишту насеља је српска православна црква.

## Природне одлике
Насеље Сентиван налази на 11 километара јужно од средишта Сегедина на самој граници Мађарске са Србијом. То је једно од неколико насеља, која се налазе у мађарском, крајње северном делу Баната, између река Мориш и Тисе, као део старе области Поморишје. Површина сеоског атара је 15,49 .
Непосредно јужно од села налази се малогранични прелаз ка Србији и селу Ђала у Општини Нови Кнежевац.
Село је познато по присутности српске мањине, која чини 3,0% сеоског становништва по задњем попису. 1910. Срби су у селу чинили готово половину становништва. У селу постоји српска православна црква.

## Порекло назива
Име „Újszentiván” је мађарска сложеница која значи „Нови Свети Иван”. Месни Срби и данас користе назив „Нови Сентиван”.

## Историја Срба у Сентивану
Село под овим називом се први пут помиње 1411. године По српском извору из 1905. године, место је насељено 1760. године под царицом Маријом Терезијом. Сентиван је 1764. године православна парохија у Чанадском протопрезвирату.
Аустријски царски ревизор Ерлер је 1774. године констатовао да место „Сент Иван” припада Тамишком округу, Чанадског дистрикта. Становништво је било српско. Када је 1797. године пописан православни клир ту је само један свештеник. Парох поп Јован Јовановић (рукоп. 1761) знао је осим српског и мађарски и румунски језик.
Као већинско српско помиње се 1783. године, а 1910. године као мешовито - Срби 40%, Мађари 40%. После Првог светског рата већи део српског становништва се иселио у српске делове новообразоване Краљевине Срба, Хрвата и Словенаца.
Првобитна српска православна црква брвнара из 18. века, изгорела је за време мађарске буне 1848. године. Садашњи православни храм подинут је 1853. године, посвећен Св. Георгију. Иконописац није познат. Православно парохијско звање је основано 1830. године, од када се воде и матрикуле крштених. Матице венчаних и умрлих бележе се од 1850. године.
Популарну српску књигу набавио је много мештана преко претплатничког пункта 1843. године. Пренумеранти су били: Љубомир Зубковић капелан, Гаврило Јегдић учитељ, Евгеније Јерковћ препаранд, Тодор Ружић „црквени син”, Јован Манујловић ћурчија, Вукашин Веселиновић економ Георг Ружић земљеделац и још 11 ученика тамошње српске школе - граматисти, букварци и часловци.
Нови Сентиван и друга околна села због ратних сукоба у блиској околини године 1849. био је много опљачкан и ватром опустошен, од стране осветољубивих Мађара. Страдао-уништен је српски храм од руке других Хришћана, мржњом заслепљених. Годинама се село опорављало и те страхоте су га егзистенцијално уназадиле. За време мађарске буне 1849. године десила су се многа зверства над српским цивилним становништвом. Владин комесар и врховни жупан Исидор Николић је забележио један нечувен злочин мађарских хонведа, када је у Новом Сентивану једно нерођено дете „у материној утроби прободено бајонетом!”
Дана 9. априла 1855. године Сентиван је пострадао од велике воде Тисе. Та река је близу места провалила насип и брзо поплавила велики део атара. Иако су и друга околна места имала штете, Сентиван је најгоре прошао. Велика вода је опколила село са свих страна, а затим вода је продрла у само село и много кућа се „стропоштало”. Тамошња црква недавно довршена била је оштећена, почела: „да се накреће и да се до скоро срушити мора”. Узалуд је народ поправљао бедем, села се нису могла спасити, а како није опасност минула чекале су близу села приправне лађе да евакуишу народ ако затреба. За прво време се стока спашава и пребацује на удаљене суве пашњаке.
У Сентивану банатском било је 1865. године у парохији шесте платежне класе, 488 православних житеља.
Владика будимски Арсеније Стојковић рођен је 1804. године у Мокрину, а одрастао Сентивану, где је отац поп Трифун добио прву парохију. Завршио је гимназију у Темишвару а филозофију у Сегедину, па две године мађарског права у Пешти. Пострижен је за монаха 1830. године у манастиру Раковцу. са места архимандрита Раковачког, постављен је за администратора епархије Будимске 1844. године. У међувремену је прешао 1845. године да буде архимандрит манастира Крушедола. Био је затим епископ будимски до смрти, 1853-1892. године.
Месни парох поп Југ Станикић (1887-1895) био је 1892. године сарадник гласила „Српског сиона” из Карловаца. Постављен је за администратора парохије у месту децембра 1894. године млади поп Стеван племенити Видак. Нови Сентиван је приложио 12 ф. 1895. године за Фонд Св. Саве. Фебруара 1904. године отворен стечај за парох шесте платежне класе у Новом Сентивану. Почетком 20. века ту је српска црквена општина, скупштина је редовна под председништвом Милоша Путника. Црквено-општински посед има 33 кј. земље. Храм је тада био у доста добром стању, и постоји српско православно гробље. Парохија је и даље шесте класе, има парохијски дом а парохијска сесија износи 32 кј. земље. Парох је 1905. године поп Наум Марјановић који се ту налази годину дана.
Био је 1864. године наименован учитељ Сава Рајковић у тамошњу школу. Завршио је четири гимназијска разреда и Препарандију. Способан је за учитеља основне школе са препоруком. Помиње се 1866. године сентивански учитељ Сава Бугарски, који је приложио 4 ф. за пензиони фонд. У месту је 1905. године српска народна школа са једним здањем, зиданим 1872. године. Учитељ је бо тада Никола Поповић родом из Јосипова, служи две године. У основну школу на редовну наставу ишло је 64 ђака, а у недељну школу ишло је 16 ученика старијег узраста.
Године 1905. Нови Сентиван је мала општина у Турскокањишком срезу. Ту живи 1226 становника у 206 домова. Немци доминирају, а Срба је било тада 510 православних душа (или 42%) са 101 кућом. Од српских јавних здања помињу се православна црква и народна школа. Комуникације са светом обезбедиле су им пошта, телеграф и жељезничка станица.
Године 1925. у селу је било мање Срба него пре. Од 1000 јутара имали су они 450 јутара са 42 куће. Земља је била првокласна и скупа, а месни Немци су били врло заинтересовани да је откупе. Радиле су - опстале након Првог светског рата, Српска земљорадничка задруга и Српска читаоница. У општинској власти били су Срби као вирилци - Дана Веселин, Богољуб Ружин и Тоша Путник. Путник је најчешће презиме међу Србима у месту - већина их је у сродству. У старој православној цркви из 1760. године није било сталног пароха; администрирао је сегедински свештеник.
Почетком 21. века у центру насеља је опстала српска православна црква посвећена Успењу Пресвете Богородице. Грађена је у архитектонском стилу неокласицизма 1853. године. Српско православно гробље се налази на самом јужном крају села. на њему је сазидана и мртвачница. Граничи се са католичким гробљем, а њиме руководи српска црквена општина. Половина и то старијег дела гробља је санирана, најстарији споменик је из 1859. године. У месту је 2013. године било 60 православних душа.